# Вікторія (королева Великої Британії)
Вікто́рія (англ. Victoria, ім'я при хрещенні Александріна Вікто́рія — англ. Alexandrina Victoria; 24 травня 1819 — 22 січня 1901) — королева Сполученого Королівства Великої Британії та Ірландії з 20 червня 1837 року до своєї смерті в 1901 році. Її правління тривало 63 роки і сім місяців. Це було одне з найдовших правлінь будь-якої попередньої британської влади. Період її правління відомий як Вікторіанська епоха. Це був період промислових, політичних, наукових і військових змін у Сполученому Королівстві, який ознаменувався великим розширенням Британської імперії. У 1876 році британський парламент проголосував за надання їй додаткового титулу імператриці Індії.

## Ранні роки та сім'я
Батьком Вікторії був принц Едвард, герцог Кентський і Стратернський, четвертий син правлячого короля Сполученого Королівства Георга III. До 1817 року племінниця Едуарда, принцеса Уельська Шарлотта, була єдиною законною онукою Георга III. Її смерть у 1817 році прискорила кризу спадкування, що спричинило тиск на герцога Кентського та його неодружених братів, щоб вони одружилися та народили дітей. У 1818 році він одружився з принцесою Вікторією Саксен-Кобург-Заальфельдською, овдовілою німецькою принцесою з двома дітьми — Карлом (1804—1856) і Федорою (1807—1872) — від її першого шлюбу з Еміхом Карлом, 2-м принцом Лейнінгенським. Її брат Леопольд був вдівцем принцеси Шарлотти. Єдина дитина герцога і герцогині Кентських, Вікторія, народилася о 4:15 ранку 24 травня 1819 року в Кенсінгтонському палаці в Лондоні.
Вікторія була охрещена приватно архієпископом Кентерберійським Чарльзом Маннерс-Саттоном 24 червня 1819 року в купольній кімнаті Кенсінгтонського палацу. Вона була охрещена Олександриною на честь одного зі своїх хрещених батьків, російського імператора Олександра I, і Вікторією на честь матері. Додаткові імена, запропоновані батьками, — Джорджіна (або Джорджіана), Шарлотта та Августа — були вилучені за вказівкою Георга, принца-регента.
1820 року помер батько Вікторії.
У дитинстві виховувалася за строгою Кенсінгтонською системою. Оскільки батько помер, а вона вважалася ймовірною престолонаступницею, матір принцеси, герцогиня Кентська, та її особистий секретар Джон Конрой планували, що зі вступом Вікторії на престол над нею буде встановлено регентство. Виховання за Кенсінгтонською системою мало зробити її безвільною, недоумкуватою і повністю залежною від матері та Джона Конроя, який психологічно знущався із принцеси.
Легітимність королеви Вікторії іноді піддають сумніву, її справжнім батьком іноді називають Джона Конроя — особистого секретаря її матері. Проте такі чутки спростовуються генетичними факторами. Справжнє батьківство королеви може бути підтверджене аналізом ДНК, проте жодні такі дослідження не були дозволені королівською родиною.

## Шлюб
Будучи королевою, неодружена Вікторія за суспільними звичаями мусила жити з матір'ю, незважаючи на їхні розбіжності щодо Кенсінгтонської системи та залежність її матері від Конроя. Її мати була відправлена у віддалену квартиру в Букінгемському палаці, і Вікторія часто відмовлялася бачитися з нею. Коли Вікторія поскаржилася Мельбурну, що близькість її матері обіцяє «муки протягом багатьох років», Мельбурн співчував, але сказав, що цього можна уникнути шлюбом, який Вікторія назвала «шокуючою альтернативою». 
Двадцятилітня Вікторія, зустрівшись на балу з майбутнім імператором Олександром II, захопилася ним і подумувала про шлюб. Але союз був неможливий як з династичних, так і з політичних міркувань. Після цього випадку Вікторія на час втратила інтерес до шлюбу. Але на одному з балів Вікторія танцювала з Альбертом, князем Кобурзьким. Королева виявила інтерес до освіти Альберта для майбутньої ролі її чоловіка, але чинила опір спробам поспішно змусити її вступити в шлюб. Вона продовжувала хвалити Альберта після його другого візиту в жовтні 1839 року. Альберт і Вікторія відчули взаємну прихильність, і королева зробила йому пропозицію 15 жовтня 1839 року, всього через 5 днів після того, як він прибув до Віндзора. Вони одружилися 10 лютого 1840 року в Королівській каплиці Сент-Джеймського палацу в Лондоні. Вечір після весілля королева провела лежачи з головним болем, але в щоденнику описала своє захоплення подією.
Чоловік королеви Великої Британії за законами країни не мав права на титул короля. Дружина могла зробити його тільки фельдмаршалом. Після весілля в кабінеті Вікторії поставили другий письмовий стіл — для Альберта. Але принц із самого початку вирішив не займатися державними справами. Альберт став важливим політичним радником, а також супутником королеви, замінивши Мельбурна як домінуючу впливову фігуру в першій половині її життя. Матір Вікторії виселили з палацу до будинку Інгестр на Белгрейв-сквер. Після смерті тітки Вікторії, принцеси Августи, у 1840 році, матері Вікторії було надано будинки Кларенс і Фрогмор. Завдяки посередництву Альберта відносини між матір'ю та королевою повільно покращилися.
Під час першої вагітності Вікторії в 1840 році, в перші кілька місяців шлюбу, 18-річний Едвард Оксфорд намагався вбити її, коли вона їхала в кареті з принцом Альбертом, прямуючи до матері. Оксфорд вистрілив двічі, але або обидві кулі промахнулися, або, як він пізніше стверджував, рушниці не мали пострілу. Його судили за державну зраду, визнали невинним через неосудність, помістили в божевільню на невизначений термін, а пізніше вислали жити в Австралію. Одразу після нападу популярність Вікторії різко зросла, пом'якшивши залишкове невдоволення справою Гастінгса. Доньку Вікторію вона народила 21 листопада 1840 року. Королева ненавиділа бути вагітною, з відразою ставилася до грудного вигодовування та новонароджених, проте протягом наступних 17 років народила від Альберта ще восьмеро дітей: Альберт Едвард (нар. 1841), Аліса (нар. 1843), Альфред (нар. 1844), Гелена (нар. 1846), Луїза (нар. 1848), Артур (нар. 1850), Леопольд (нар. 1853) і Беатріче (нар. 1857).
Домашнім господарством в основному керувала гувернантка Вікторії, баронеса Луїза Лецен з Ганновера. Лецен мала формальний вплив на Вікторію і підтримувала її проти Кенсінгтонської системи. Альберт, однак, вважав Лецен некомпетентною і що її керування загрожувало здоров'ю його дочки. Після сварки між Вікторією та Альбертом у 1842 році Лецен була відправлена на пенсію, і близькі стосунки Вікторії з нею припинилися.
Занедужав на тиф і помер принц Альберт 1861 року. Королева до кінця життя носила жалобу за чоловіком. Редьярд Кіплінг у своїх віршах називав її не інакше як «вдовою з Віндзору».

## Правління

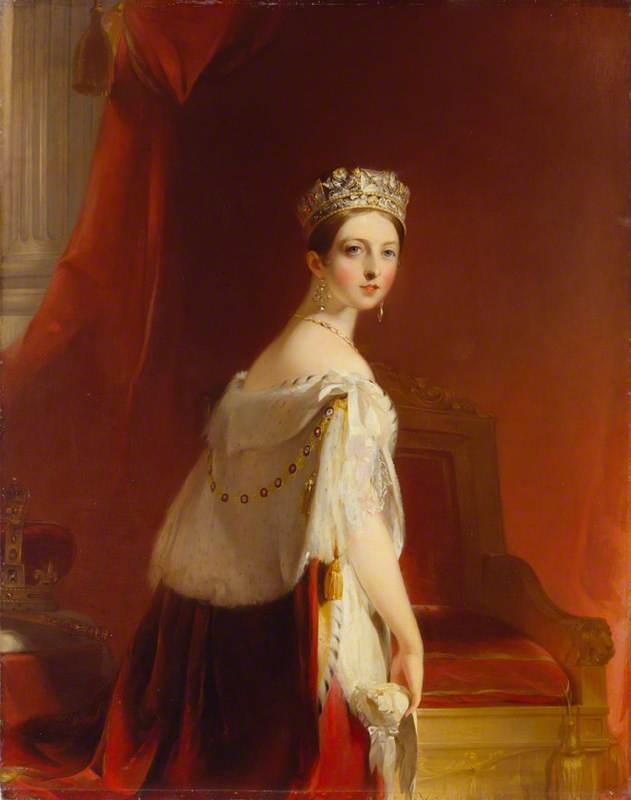
Королева Вікторія

20 червня 1837 року відбулася коронація 18-річної королеви, по закінченні якої вона негайно попросила чашку чаю і свіжий номер «Таймс».

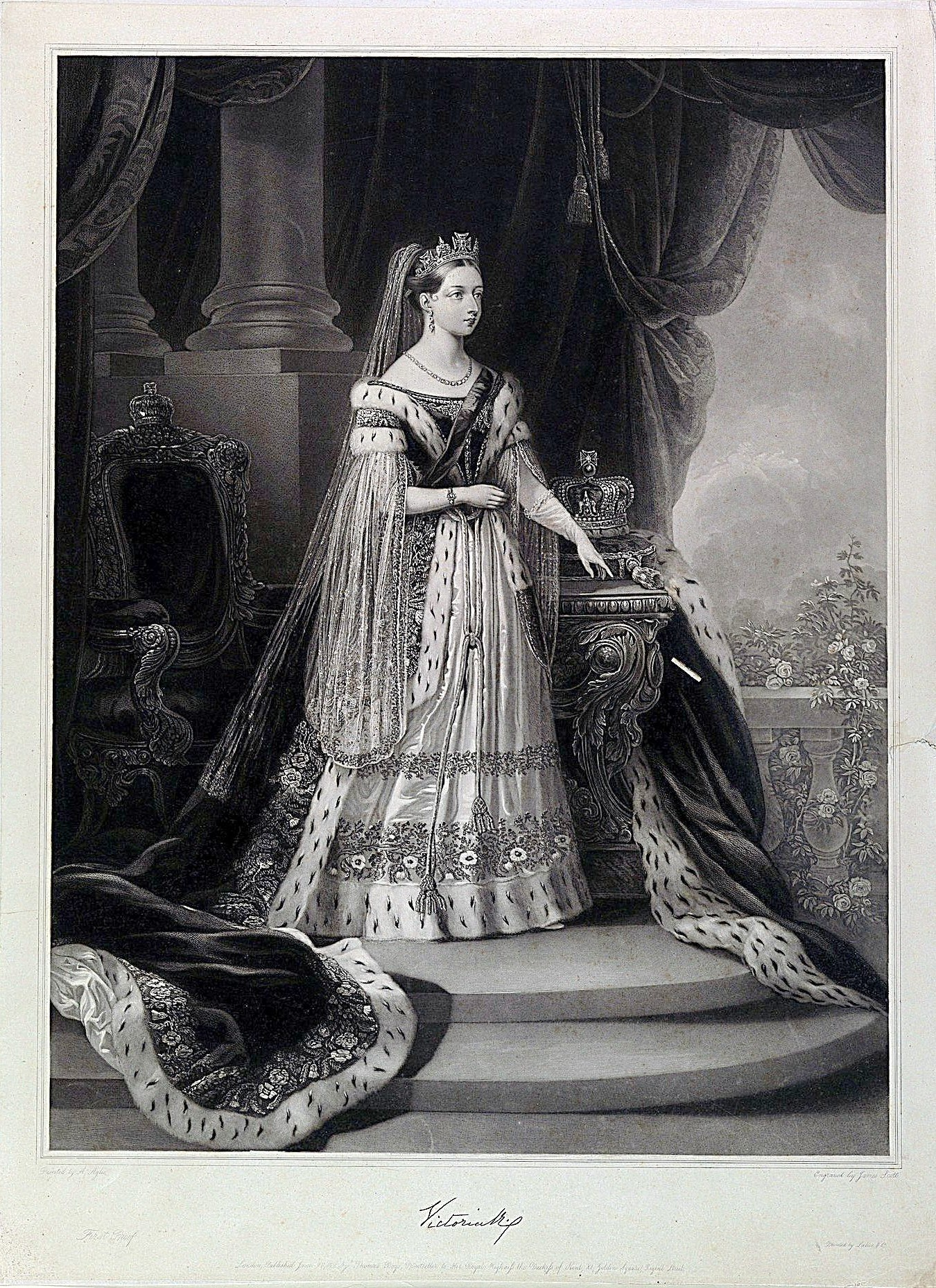
Королева Вікторія у 1838 році

Шлюб королеви підняв в очах підданих моральний престиж королівської родини на недосяжну висоту, що допомогло Британії уникнути антимонархічних потрясінь, які охопили Європу 1848 року.
Королева Вікторія жила за певними правилами й розпорядком дня і вимагала того ж від підданих. Вона власноручно розробляла правила етикету. Вікторіанську епоху часом згадують як епоху порядку й високих моральних принципів. У Великій Британії твердо стояв на ногах середній клас, який заведено звинувачувати у вульгарності, проте він успішно протиставив розпусті вищих аристократичних верств власну систему моралі та поведінки.

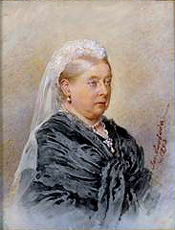
Королева Вікторія.Йозефіна Свобода

Із перших днів правління королева робила спроби зближення з російським імператорським двором. У 1840-х роках розширилося співробітництво Російської імперії й Великої Британії в науково-технічній і військовій сферах. Королева Вікторія робила знаки уваги імператорові Миколі I. 1846 року вона подарувала імператору яхту «Вікторія» для Санкт-Петербурзького Імператорського яхт-клубу. Проте російський уряд не завжди вирізняла зважена зовнішня політика. Російська імперія прагнула встановити своє панування на Чорному й частині Середземного морів. Цим вона налаштувала проти себе Османську імперію й Францію. Почалася Кримська війна. Росія зазнала тяжких втрат, зокрема втратила Севастополь і Чорноморський флот. Незважаючи на перемогу та протести Османської імперії, королева Вікторія повернула Севастополь Російській імперії.
У 1851 році в Лондоні відбулася Перша Всесвітня виставка, на якій були зібрані досягнення передової думки з усіх країн світу. Представлені в Кришталевому палаці експонати дали поштовх не тільки фантазіям Жуля Верна, а й реальному науково-технічному прогресові. Новаторство торкнулося всіх сторін життя — від перших у світі електродвигунів до бутерброда лорда Сендвіча. Найбільший флот із найсучаснішим озброєнням (а перші броненосці з'явилися в Британії) дав змогу Великій Британії розширити свої колоніальні володіння, яка зібрала під короною 40 країн і стала найпершою світовою імперією в історії.
Золота доба Британської імперії підійшла до кінця. Королеві важко було встояти проти натиску проамериканської буржуазії, що потребувала більш агресивної зовнішньої політики. Королева намагалася влагодити всі справи по-родинному, влаштовуючи шлюби своїх родичів із членами монарших родин.
22 січня 1901 року в заміському маєтку Осборн королева Вікторія померла в оточенні близьких у віці 82 років. «Я не хочу вмирати, я повинна завершити ще кілька справ», — були її передсмертні слова.
Похована в Королівській усипальниці у Фроґморі, збудованій для неї і її чоловіка.

## Родина
Чоловік — Альберт Саксен-Кобург-Готський
Діти:
- Вікторія (1840—1901) — імператриця Німеччини протягом 99 днів;
- Едуард (1841—1910) — король Великої Британії з 1901 по 1910 рік;
- Аліса (1843—1878) — велика герцогиня Гессенська, матір російської імператриці Олександри Федорівни;
- Альфред (1844—1900) — герцог Единбурзький, батько Марії, королеви Румунії, та Вікторії Меліти, великої герцогині Гессенської, великої герцогині Росії;
- Єлена (1846—1923)
- Луїза (1848—1939)
- Артур (1850—1942) — герцог Коннахту й Стратерну;
- Леопольд (1853—1883) — герцог Олбані;
- Беатриса (1857—1944).